# Dance Again
"Dance Again" é uma canção da cantora norte-americana Jennifer Lopez, gravada para o seu primeiro álbum de grandes êxitos Dance Again... The Hits. Conta com a participação do rapper Pitbull e com a produção do marroquino RedOne. Marca a terceira colaboração de Lopez com Pitbull, sucedendo a "Fresh Out the Oven" e "On the Floor".

## Antecedentes
Depois do fraco desempenho comercial nas tabelas musicais dos álbuns Brave e Como ama una mujer, Lopez decidiu mudar de editora discográfica, abandonando a Epic Records dez anos após ter assinado contrato com a mesma. Island Records foi a escolhida para continuar com os planos do seu sétimo disco de originais Love?, devido à influência do director executivo na altura, L.A. Reid. O single de avanço do projecto foi "On the Floor" com a participação de Pitbull, liderando as tabelas musicais de vários países. Foi a canção com melhor desempenho comercial em oito anos, e foi uma das mais bem sucedidas do ano 2011. 
No final de 2011, foi confirmado que Lopez iria lançar uma compilação dos seus êxitos em 2012, com a colaboração do produtor The-Dream. Em Dezembro de 2011, a cantora afirmou no Twitter que estava a mostrar um novo trabalho a L.A. Reid, actual director executivo da Epic Records. Em Março de 2012, a artista confirmou o lançamento de novo material, e que no final do mês iria divulgar o novo single.
"Dance Again" estreou no programa On Air with Ryan Seacrest a 30 de Março de 2012, com lançamento previsto para 3 de Abril nas rádios norte-americanas e na iTunes Store.

## Faixas e formatos
| Descarga digital |                             |         |  |
| N.º              | Título                      | Duração |  |
| 1.               | "Dance Again" (com Pitbull) | 3:57    |  |

## Prêmios e indicações
| Ano  | Prêmiação                        | Categoria                          | Resultado |
| ---- | -------------------------------- | ---------------------------------- | --------- |
| 2012 | MTV Video Music Awards           | Melhor Coreografia                 | Indicado  |
| 2012 | Teen Choice Awards               | Escolha de Single Musical Feminino | Indicado  |
| 2013 | International Dance Music Awards | Melhor Faixa Dance Latina          | Indicado  |
| 2013 | MTV Video Play Awards            | Prêmio de Platina                  | Venceu    |

## Desempenho nas tabelas musicais

### Posições
| Tabela musical (2012)                          | Melhor posição |
| ---------------------------------------------- | -------------- |
| O campo songid é OBRIGATÓRIO PARA PARADA ALEMÃ | 14             |
| Austrália (ARIA)                               | 28             |
| Áustria (Ö3 Austria Top 75)                    | 8              |
| Bélgica (Ultratip) (Flandres)                  | 28             |
| Bélgica (Ultratip) (Valónia)                   | 42             |
| Brasil (Brasil Hot 100 Airplay)                | 79             |
| Canadá (Canadian Hot 100)                      | 4              |
| Dinamarca (Hitlisten)                          | 11             |
| Escócia (Scottish Singles Chart)               | 7              |
| Eslováquia (Rádio Top 100)                     | 8              |
| Espanha (PROMUSICAE)                           | 4              |
| Estados Unidos (Billboard Hot 100)             | 17             |
| Estados Unidos (Billboard Pop Songs)           | 34             |
| Estados Unidos (Billboard Dance Club Songs)    | 1              |
| Espanha (Promusicae)                           | 16             |
| Finlândia (Suomen virallinen lista)            | 6              |
| França (SNEP)                                  | 15             |
| Irlanda (IRMA)                                 | 12             |
| Itália (FIMI)                                  | 7              |
| Japão (Japan Hot 100)                          | 9              |
| Noruega (VG-lista)                             | 17             |
| Nova Zelândia (Recorded Music NZ)              | 12             |
| Países Baixos (Dutch Top 40)                   | 16             |
| Reino Unido (UK Singles Chart)                 | 11             |
| Suécia (Sverigetopplistan)                     | 22             |
| Suíça (Schweizer Hitparade)                    | 14             |

## Histórico de lançamento
| País           | Data               | Formato                     | Editora discográfica |
| -------------- | ------------------ | --------------------------- | -------------------- |
| Austrália      | 2 de Abril de 2012 | Descarga digital            | Epic                 |
| Brasil         | 2 de Abril de 2012 | Descarga digital            | Epic                 |
| Estados Unidos | 2 de Abril de 2012 | Descarga digital            | Epic                 |
| Portugal       | 2 de Abril de 2012 | Descarga digital            | Epic                 |
| Estados Unidos | 3 de Abril de 2012 | Rádios mainstream, rhythmic | Epic                 |